# Хояха (приток Щучьей)
Хояха (устар. Хо-Яха) — река в Приуральском районе Ямало-Ненецкого АО. Впадает протоку в Хосуйяха реки Щучья (в 34 км по правому берегу от устья Щучьей). Длина реки 25 км.

## Данные водного реестра
По данным государственного водного реестра России относится к Нижнеобскому бассейновому округу, водохозяйственный участок реки — Обь от города Салехард и до устья, речной подбассейн реки — бассейны притоков Оби ниже впадения Северной Сосьвы. Речной бассейн реки — (Нижняя) Обь от впадения Иртыша.